# أليكس سميث (لاعب كرة قدم أمريكية)
أليكس سميث (بالإنجليزية: Alex Smith) هو لاعب كرة قدم أمريكية أمريكي، ولد في 22 مايو 1982 في ناساو في باهاماس.

## وصلات خارجية
- أليكس سميث على موقع مرجع كرة القدم المحترفة.كوم (الإنجليزية)